# (6038) 1989 EQ
A (6038) 1989 EQ a Naprendszer kisbolygóövében található aszteroida. Robert H. McNaught fedezte fel 1989. március 4-én.